# Василевское (Вольнянский район)
Василевское (укр. Василівське) — село,
Михайловский сельский совет,
Вольнянский район,
Запорожская область,
Украина.
Код КОАТУУ — 2321584003. Население по переписи 2001 года составляло 41 человек.

## Географическое положение
Село Василевское находится на расстоянии в 1,5 км от села Криничное и в 6-и км от города Вольнянск.
Рядом проходит железная дорога, станция Платформа 9 км в 1,5 км.